# Vakh
La Vakh (en russe : Вах) est une rivière de Russie longue de 964 km, affluent de la rive gauche de l'Ob, qui coule dans la plaine de Sibérie occidentale. Son cours est situé dans le district autonome des Khantys-Mansis. 

## Géographie
Son bassin a une superficie de 76 700 km2 (surface de taille plus ou moins équivalente à celle de l'Irlande, de la Tchéquie ou du Benelux). 

Son débit moyen à la confluence est de 665 m3/s.  
Le Vakh naît dans une région de modestes collines dans la partie nord-est de la plaine de Sibérie occidentale, dans la partie est du district autonome des Khantys-Mansis, non loin de la limite avec le krai de Krasnoïarsk. La rivière coule grosso modo en direction de l'ouest dans une région recouverte par la taïga. Son cours est très sinueux comportant de nombreux méandres. Le Vakh reçoit des deux côtés une multitude de petits ruisseaux et de rivières tout au long de son parcours. 
Il traverse des régions fort peu habitées et peu hospitalières. En hiver, il y fait glacial et en été on assiste souvent à une pullulation d'insectes dont les moustiques. Durant l'hiver, la température peut descendre sous les -50 °C, en été au contraire, elle peut dépasser +35 °C. Cependant ces dernières années, avec la découverte de pétrole et de gaz naturel, on a assisté à une certaine poussée démographique. Il y a peu de routes asphaltées et il n'existe aucun pont en dur sur la rivière.
En fin de parcours, le Vakh se jette dans l'Ob en rive droite, en aval des localités de 
Bylino et de Kabino, à quelque 20 kilomètres en amont de Nijnevartovsk (239 044 habitants en 2002). 

Près de la confluence avec le fleuve, le Vakh a plus ou moins 300 mètres de large, cinq mètres de profondeur et la vitesse de ses eaux est de 0,5 mètre par seconde.
De même que l'ensemble des cours d'eau sibériens, le Vakh subit un long hiver avec un gel intense (six mois par an, depuis fin octobre-début novembre, jusqu'à la fin du mois d'avril ou au début du mois de mai). Le sous-sol de vastes étendues de son bassin est gelé en profondeur de façon permanente (pergélisol). À l'arrivée du printemps, avec le dégel, la rivière inonde de vastes zones qu'elle transforme en marécages.

## Principales localités
Le climat sévère a fait en sorte qu'on ne rencontre pas de centre urbain important, mais seulement de petits établissements dont les plus importants sont : Bolchoï Panas, Laryak, Pougioug, Labazyegan, Okhtéourié, Lobtchinskoïe, Oust-Kolikyegan, Kirikina, Pyliny, Bolchetarkhovo et Soromina. 

## Affluents
Ses principaux affluents sont :
- En rive droite : le Koulynigol (Кулынигол), le Saboun et le Kolikiegan (Коликъеган)
- En rive gauche : le Bolchoï Megtyg-Iegan (Большой Мегтыгъеган).

## Hydrométrie - Les débits à Lobtchinskoïe
Le Vakh est une rivière abondante. Son débit a été observé pendant 35 ans (sur la période allant de 1953 à 1996) à Lobtchinskoïe, petite localité située à quelque 253 kilomètres de son confluent avec l'Ob .  
À Lobtchinskoïe, le débit annuel moyen ou module observé sur cette période était de 540 m3/s pour une surface de drainage de 56 400 km2, soit plus ou moins 73,5 % de la totalité du bassin versant de la rivière. La lame d'eau d'écoulement annuel dans le bassin se montait de ce fait à 300 millimètres, ce qui peut être considéré comme élevé.
Le débit moyen mensuel observé en avril (minimum d'étiage) est de 187 m3/s, soit plus de 11 % du débit moyen du mois de juin (1 679 m3/s), ce qui souligne l'amplitude assez modérée des variations saisonnières, du moins dans le contexte sibérien où les écarts sont souvent bien plus importants. Ces écarts de débit mensuel peuvent cependant être plus marqués d'après les années : sur la durée d'observation de 35 ans, le débit mensuel minimal a été de 139 m3/s en avril 1969, tandis que le débit mensuel maximal s'élevait à 2 450 m3/s en juin 1959.
En ce qui concerne la période libre de glace (de juin à octobre inclus), le débit minimal observé a été de 250 m3/s en octobre 1976, ce qui restait fort appréciable, voire abondant.  

## Navigabilité
Le Vakh est navigable dans son cours moyen et inférieur, sur une longueur de 432 km, jusqu'à la localité de Laryak. Cependant, il est peu utilisé par des embarcations.

## Économie
Le bassin hydrographique du Vakh contient des dépôts de pétrole et de gaz naturel, comme beaucoup d'autres zones marécageuses de la plaine de Sibérie occidentale. C'est dans son bassin que se trouvent les importants centres pétroliers de Samotlor-Erdölfeld.